# RTI-160
RTI-160（化学名：苯甲酰芽子碱二甲酰胺）是一种含氮有机化合物，分子式C18H24N2O3，带有一个莨菪烷结构，可作为多巴胺再攝取抑制劑。